# Eckbrunnen im Hof des Taschenbergpalais
Die zwei Eckbrunnen im Hof des Taschenbergpalais in der Dresdner Altstadt wurden in den 1750er/60er Jahren in der Werkstatt von Johann Gottfried Knöffler geschaffen. Zusammen mit dem Taschenbergpalais stehen die Brunnen unter Denkmalschutz.

## Geschichte

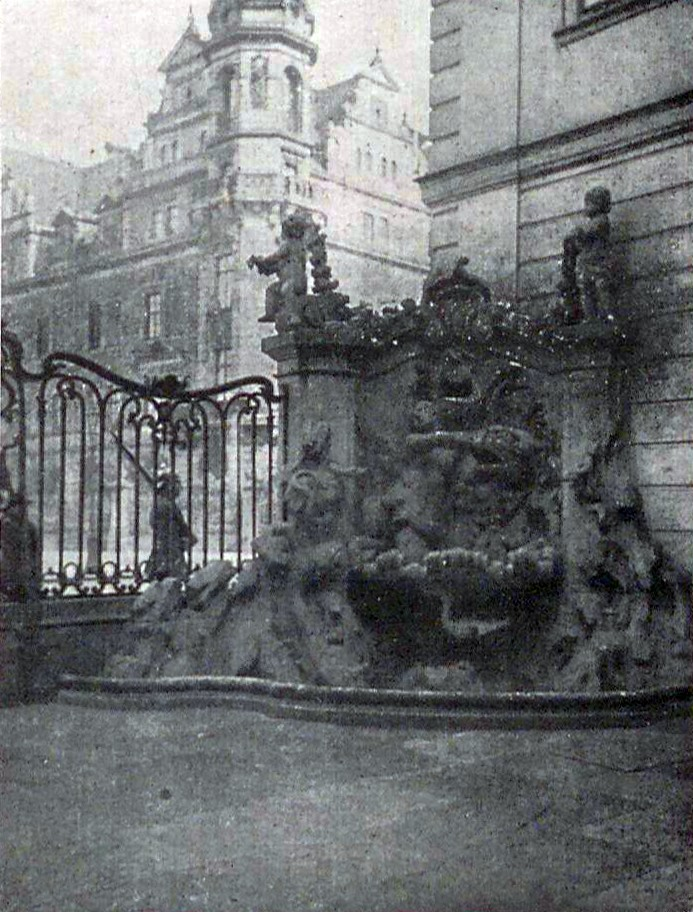
Triton-Brunnen um 1914

Das Taschenbergpalais war ab 1705 von August dem Starken als Stadtpalais für Anna Constantia von Hoym, seit 1707 Gräfin Constantia von Cosel vorgesehen. Zwischen 1756 und 1763 ließ Julius Heinrich Schwarze den westlichen Flügel anbauen. Für den beiden straßenseitigen Ecken des Innenhofs schuf die Werkstatt von Gottfried Knöffler zwei Brunnen. Sie sind die einzigen barocken Eckbrunnen in Dresden. Die Brunnen bildeten ein Gegengewicht zu den gegenüberliegenden Mauerwölbungen an der Eingangsfassade. Die Dopplung sowohl der Mauerwölbung als auch der Eckbrunnen sorgte für eine barocktypische Harmonie.
Ein Plan vom Anfang des 19. Jahrhunderts zeigt noch zwei baugleiche Höfe mit jeweils zwei Eckbrunnen. Der östliche Hof wurde aber nie wie geplant gebaut.
Bei einer Erweiterung zwischen 1842 und 1844 wurden die Brunnen von Steinmetzmeister Heinrich Ferdinand Gründling saniert. Für die metallenen Reiherschnäbel und Schlangenköpfe fertigte der Bildhauer Julius Moritz Seelig die Modelle.
Bei der fast vollständigen Zerstörung des Taschenbergpalais‘ bei den Luftangriffen auf Dresden 1945 wurden auch die Brunnen bis auf Bruchstücke vernichtet. Die Fragmente wurden im Lapidarium aufbewahrt. Der Hof war danach zugewachsen. Reste des westlichen Brunnens kamen 1968 in die Bildhauerwerkstatt Hempel. Ein Auftrag zur Sanierung blieb aber aus.
Im Januar 1992 wurde der Hof von Pflanzen befreit. Dabei kamen Reste des Brunnens an der Ostseite wieder zum Vorschein. Die Restaurationsarbeiten an beiden Brunnen begannen 1994 in der Werkstatt von Christian Hempel. Teile alter Figuren mussten ergänzt oder neu modelliert werden. Hierbei wirkte Hans Thiele mit. Vorhandene Originalteile wie die Kinderfiguren oberhalb der Brunnen wurde in die Kopien eingefügt. Zwischen Dezember 1994 und Frühjahr 1995 konnten die Brunnen am Taschenbergpalais wieder errichtet werden. Die Wassertechnik stammt von der Firma Eberhard Grundmann. Wesentlich beteiligt bei den Arbeiten war die Bildhauerin Eva Backofen. Nach Fotos modellierte sie das Becken und den Vogel neu.

## Aussehen

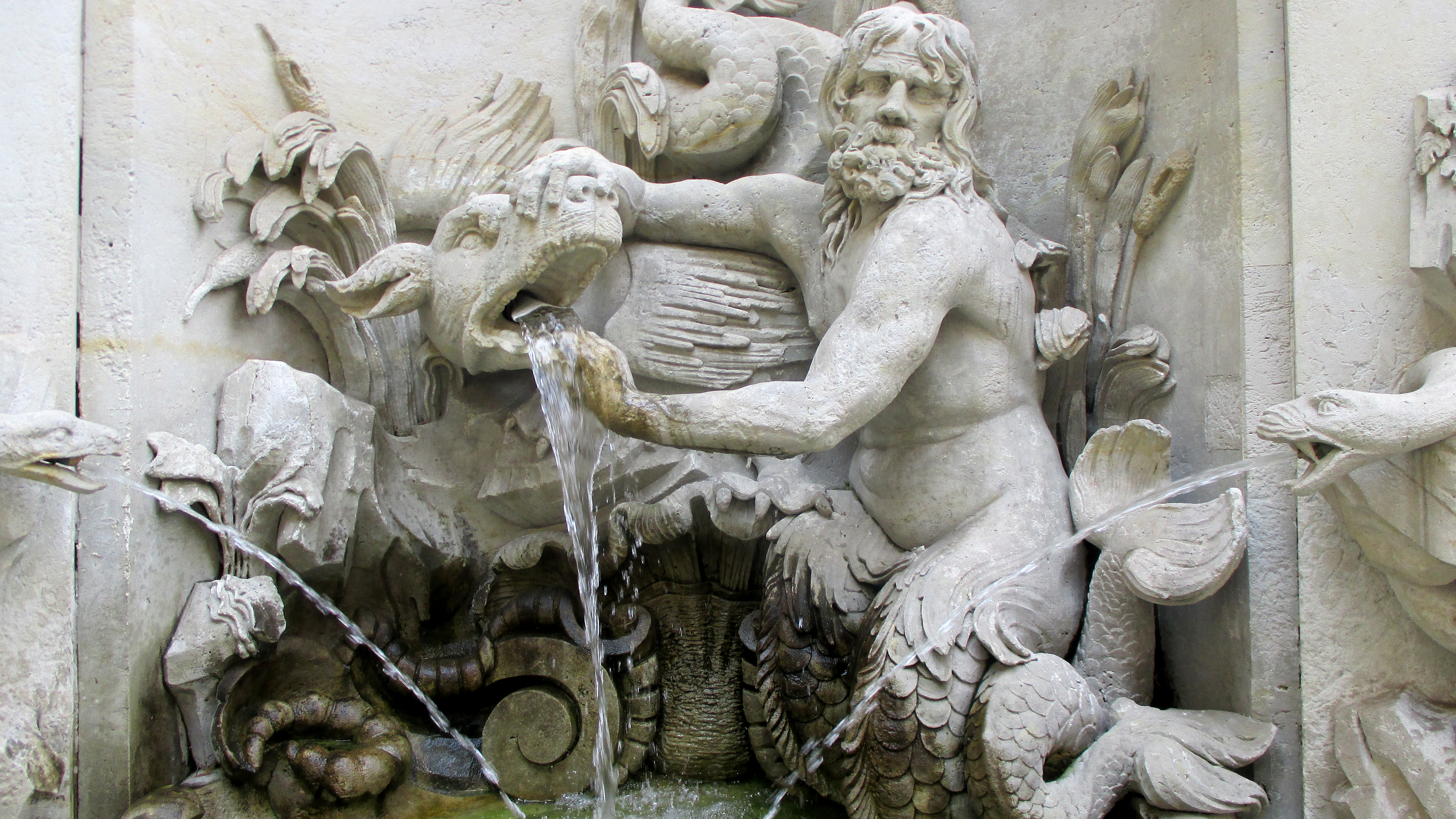
Detail am Triton-Brunnen

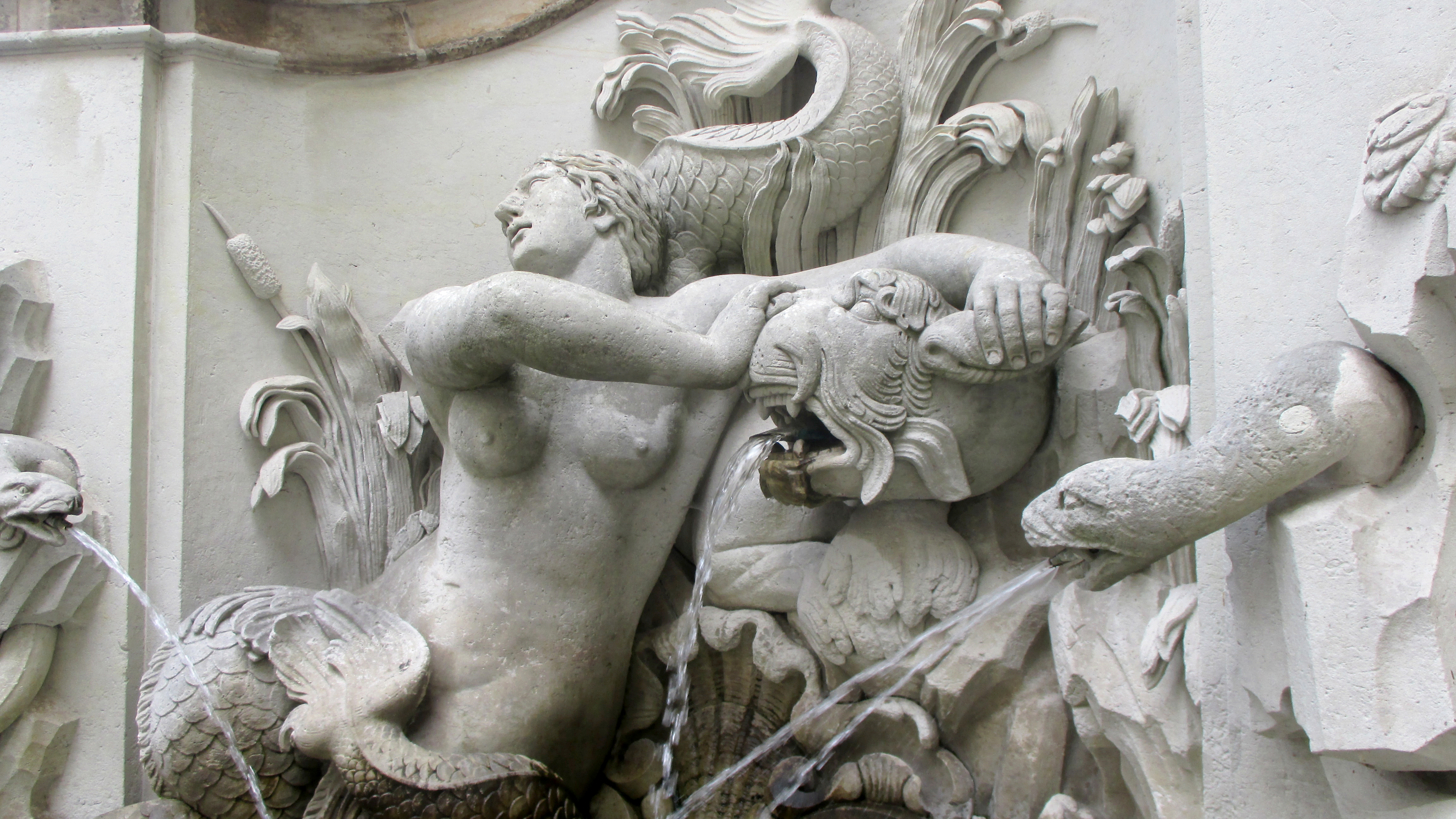
Detail am Nereiden-Brunnen

Die Kombination von Pfeilerputten und Brunnenanlagen waren, wie auch die Kampfmotive, typisch für den Bildhauer Knöffel. Gemäß Gurlitt befinden sich die Brunnen stilistisch im Übergang vom Rokoko zum Klassizismus.
Die Rückwände des Brunnens sind flach gehalten und konkav ausgeführt. Sie haben fast keinen Bezug zu den eigentlichen Brunnenmotiven. Darauf stehen jeweils zwei zwischen 1842 und 1845 vom Rietschel-Schüler Karl Gottfried Beyer geschaffene Putten, die eine Traubenkette spannen. Diese werden in der Mitte von Voluten und stilisierten Akanthusblättern rund um eine Jakobsmuschel unterbrochen.
Hauptplastik des östlichen Brunnens ist eine Nereide, des westlichen der Meeresgott Triton. Beide thronen über einer Jakobsmuschel und scheinen mit Seeungeheuern zu kämpfen. Der von Triton gehaltene Kopf ist eher schlicht ausgeführt. Der in der Hand der Nereide hingegen ist weicher geformt, wesentlich schwungvoller und detaillierter geschaffen, Somit liegt für diesen eine Urheberschaft Knöfflers nahe.
Die Jakobsmuscheln stehen jeweils auf mit Pflanzen bewachsenen Felsen. Unter dem Felsen befinden sich jeweils Kraniche. Bei Triton sieht es aus, als hätte dieser sich zum Schutz untergestellt, während bei der Nereide der Kranich einen Fisch verspeist und mit seinem Fuß eine Schlange festhält.
Den seitlichen Abschluss der Brunnen bildet eine Felsenlandschaft und zwei Wasser speiende Schlange. Der niedrige Beckenrand ist schmucklos.
Der Dresdner Kunsthistoriker und Literaturwissenschaftler Fritz Löffler bezeichnete die Brunnen als „köstliche Eckbrunnen“.

## Galerie

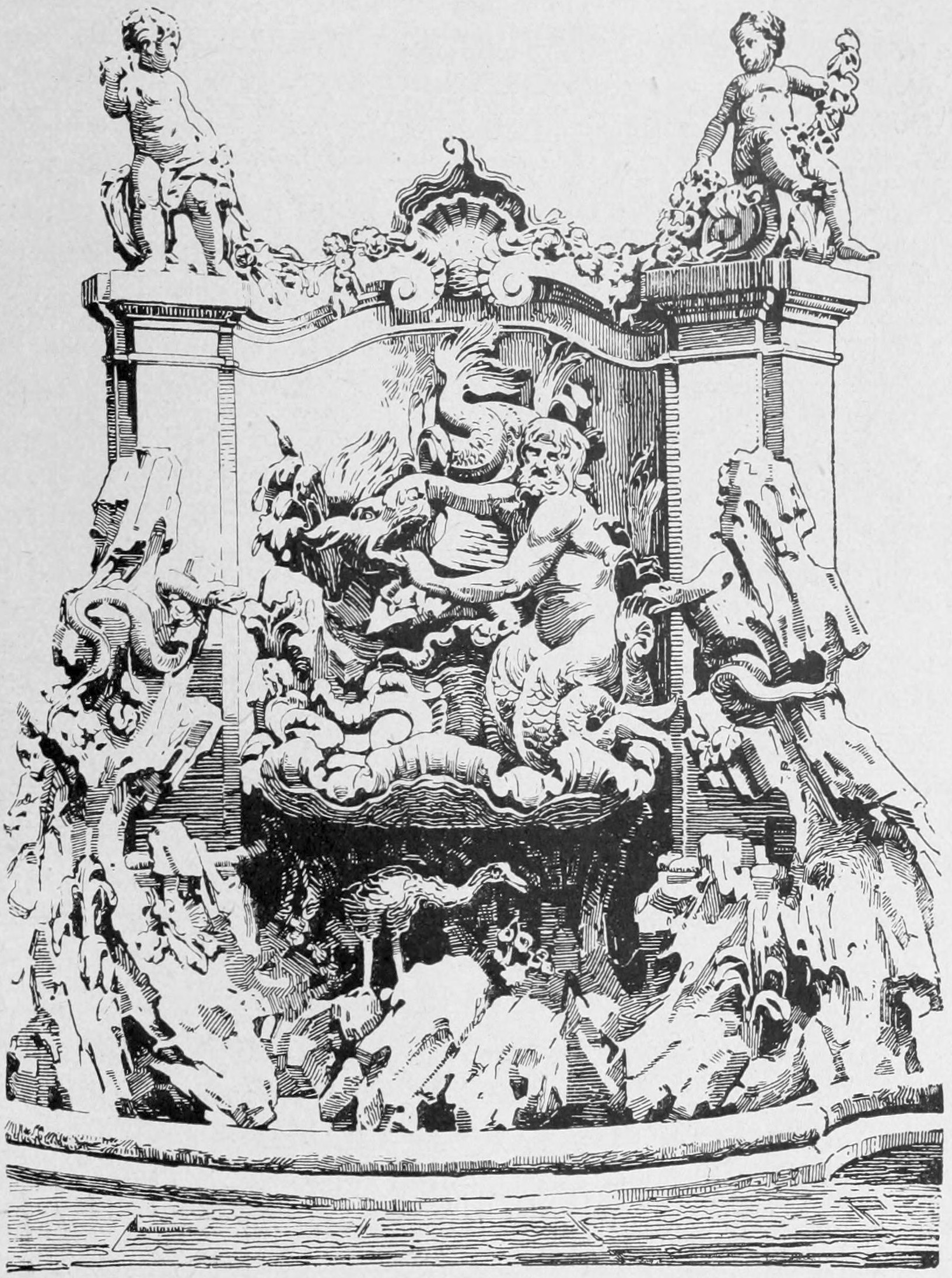
Zeichnung des Triton-Brunnens um 1909
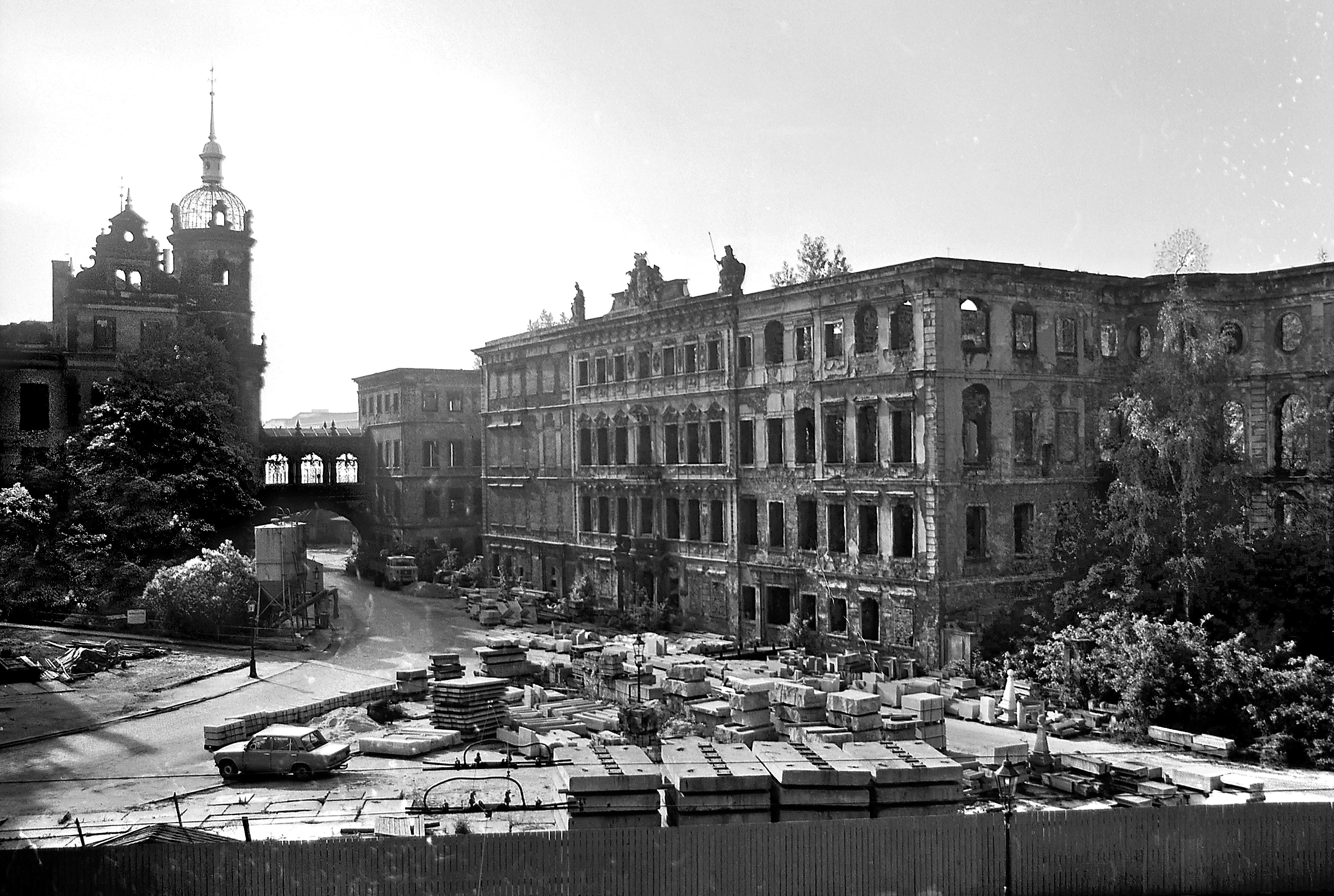
Zugewachsener Hof (rechts) 1988
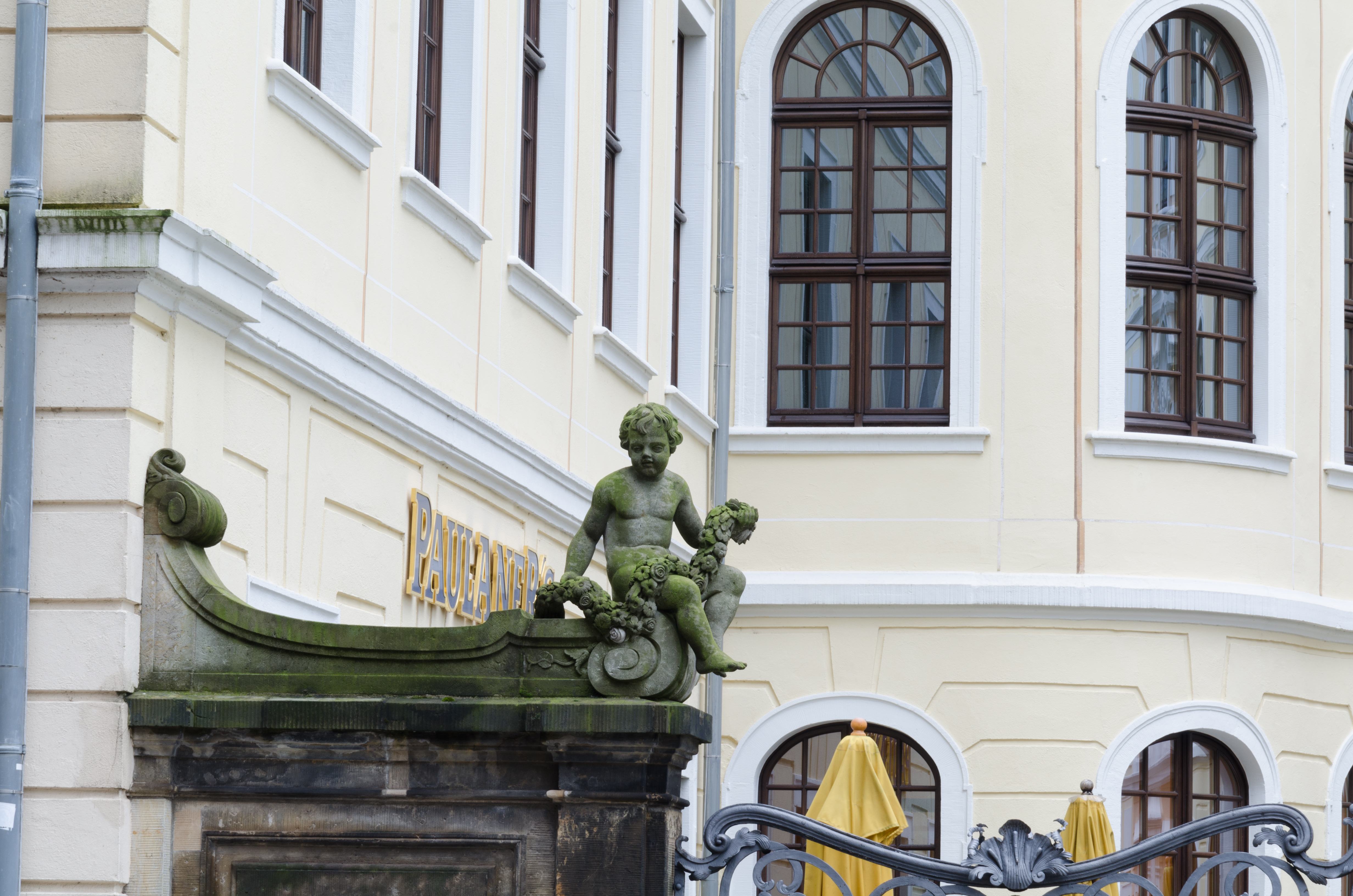
Putto auf dem Brunnen 2014